# Jean-Baptiste Cavaignac
Ne doit pas être confondu avec Jean-Baptiste Cavaignac de Lalande.
Pour les articles homonymes, voir Cavaignac.
Jean-Baptiste Cavaignac, né à Gourdon, le 23 février 1762 et mort à Bruxelles, le 24 mars 1829, est un homme politique français. Il est parfois confondu avec son frère cadet Jean-Baptiste Cavaignac de Lalande (1765-1845). Il est également le frère de Jacques-Marie Cavaignac de Baragne (1773-1855).

## Biographie
Avocat au parlement de Toulouse, membre du directoire du département du Lot en 1790, Jean-Baptiste Cavaignac est élu à la Convention par le département du Lot, dans le groupe des Montagnards. Il vote la mort du roi lors du procès de Louis XVI et siège peu à la Convention, étant surtout en mission. On l’envoie à l’armée des côtes de Brest, d’où il proteste contre l’arrestation des Girondins (2 juin 1793), puis à Nantes et en Vendée, dans les Pyrénées où il est chargé de lever des chevaux pour l’armée.
On lui confie l’épuration dans les départements de l’Isère et de la Drôme, mais il refuse pour rester à l’armée des Pyrénées occidentales. Dénoncé pour un viol à Bayonne, il se disculpe et est envoyé à l’armée de Rhin-et-Moselle. Il réussit à échapper aux poursuites sous la Convention thermidorienne. Le 1er prairial an III (21 mai 1795), il est à la tête des troupes chargées de la protection de la Convention et se révèle incapable d’empêcher l’irruption des émeutiers dans la salle des séances. Le 13 vendémiaire an IV (5 octobre 1795), il assiste Paul Barras dans la répression de l’insurrection.
Il siège peu de temps au Conseil des Cinq-Cents, étant éliminé par le tirage au sort. Il remplit des fonctions mineures sous le Consulat et l’Empire : administrateur par intérim de la Loterie puis régisseur de l’octroi municipal et de bienfaisance de Paris, consul à Mascate. En mars 1806, il rejoint son frère à Naples auprès de Murat, il y exerce les fonctions de directeur des Domaines, de l’Enregistrement et des Eaux et Forêts du royaume de Naples.
Il est nommé préfet de la Somme à Amiens sous les Cent-Jours.
Marié à Marie-Julie Olivier de Corancez, fille de l’avocat et homme de lettres Guillaume Olivier (de son nom de plume Olivier de Corancez) (1780-1816), il a deux fils : Godefroi Cavaignac (1801-1845), journaliste, et le général Eugène Cavaignac (1802-1857), futur président du conseil des ministres.
Jean-Baptiste Cavaignac est exilé comme régicide à la Restauration.

### Sources
- « Jean-Baptiste Cavaignac », dans Adolphe Robert et Gaston Cougny, Dictionnaire des parlementaires français, Edgar Bourloton, 1889-1891 [détail de l’édition]
- Vicomte Révérend, Armorial du Premier Empire, tome 1, Honoré Champion, libraire, Paris, 1897, p. 191.
- Pierre Givaudon, Chronique des Cavaignac (1789-1914), tome 1, Vendôme, Cherche-Lune, 2010.
- Michel Biard, Philippe Bourdin, Hervé Leuwers (dir.), Dictionnaire des Conventionnels, 1792–1795, Ferney-Voltaire, 2022, t. 1, p. 228-230.